# Lisa-Marie Koroll
Lisa-Marie Koroll (* 26. Dezember 1997 als Lisa-Marie Werner in Eisenach) ist eine deutsche Schauspielerin und Buchautorin. Bekanntheit erlangte sie in der Rolle der Tina Martin in den Verfilmungen der Bibi-und-Tina-Reihe.

## Leben und Wirken
Lisa-Marie Koroll gab ihr Debüt im Jahr 2006 als Kinderdarstellerin in der Fernsehserie Familie Dr. Kleist, in der sie von der zweiten bis zur letzten Staffel in der Rolle der Clara Kleist, geb. Hofer zu sehen war.
Im Sommer 2013 bekam sie die Titelrolle der Tina Martin in den Kinoadaptionen der Hörspielreihe Bibi und Tina. Der erste Film, Bibi & Tina, wurde im Sommer 2013 unter der Regie von Detlev Buck gedreht und kam am 6. März 2014 in die Kinos. Im Sommer 2014 stand sie erneut als Tina für die Fortsetzung des Films, Bibi & Tina: Voll verhext!, vor der Kamera, ebenso 2015 für den dritten Film Bibi & Tina: Mädchen gegen Jungs und im Sommer 2016 für den vierten Film Bibi & Tina: Tohuwabohu Total. Außerdem ist sie seit 2016 in Werbespots des Elektronikunternehmens Nintendo zu sehen.
Koroll besuchte das Albert-Schweitzer-Gymnasium in Ruhla und bestand dort 2016 ihr Abitur. 2017 erschien ihr erstes Buch, der Ratgeber Lass Konfetti für dich regnen: Sei glücklich, nicht perfekt!. Anfang 2017 zog sie nach Berlin.

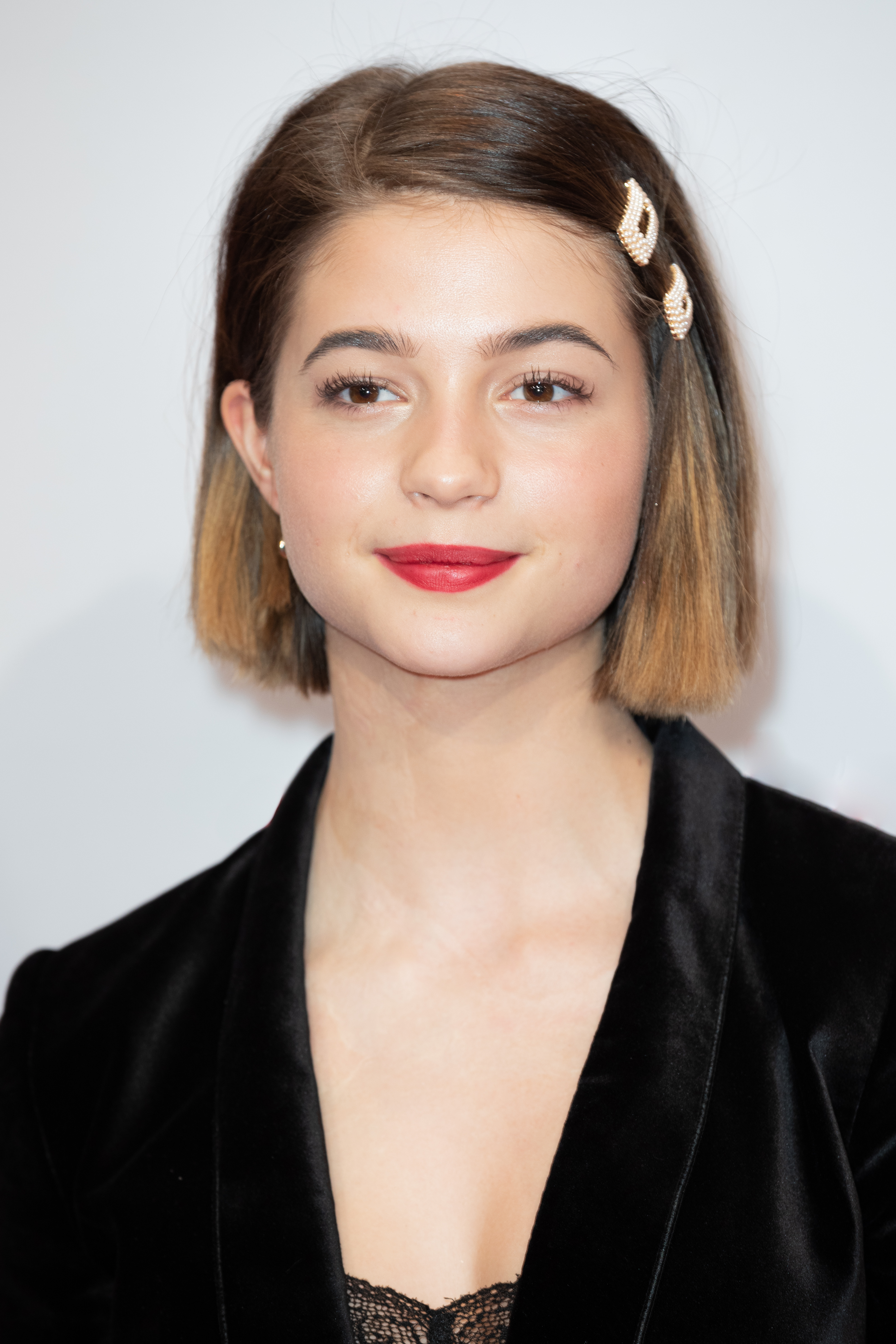
Lisa-Marie Koroll (2019)

Ab 2019 war sie in einer Hauptrolle in der RTL-II-Fernsehserie Wir sind jetzt zu sehen. Im selben Jahr hatte sie Auftritte in den Kinofilmen Misfit und Abikalypse. Im November 2019 war sie als Gast in der Quizsendung Wer weiß denn sowas? mit ihrer Schauspielkollegin Lina Larissa Strahl zu sehen.

## Filmografie
- 2006–2019: Familie Dr. Kleist (Fernsehserie, 86 Folgen)
- 2014: Bibi & Tina
- 2014: Bibi & Tina: Voll verhext!
- 2015: Nickelodeon Alaaarm (Fernsehsendung, 1 Folge)
- 2016: Bibi & Tina: Mädchen gegen Jungs
- 2017: Bibi & Tina: Tohuwabohu Total
- 2017: In aller Freundschaft – Die jungen Ärzte (Fernsehserie, Folge: Zwei linke Hände)
- 2018: Im Wald – Ein Taunuskrimi (TV-Zweiteiler)
- 2018: Heilstätten
- 2019: Notruf Hafenkante (Fernsehserie, Folge: Lebend wieder raus)
- 2019: Misfit
- 2019–2021: Wir sind jetzt (Fernsehserie, 8 Folgen)
- 2019: Abikalypse
- 2020: Takeover – Voll Vertauscht
- 2020: Es ist zu deinem Besten
- 2020: Aus Haut und Knochen
- 2021: Die Discounter (Fernsehserie, 3 Folgen)
- 2022: The Kids Turned Out Fine
- 2022: Ze Network (Fernsehserie, 8 Folgen)
- 2022: Meine Chaosfee & ich (Sprecherin)
- 2023: Wolfswinkel
- 2023: Paradise
- 2024: Love Sucks (Fernsehserie)

## Diskografie
Singles
- 2014: Auf einer Welle (Bibi & Tina: Voll verhext!)

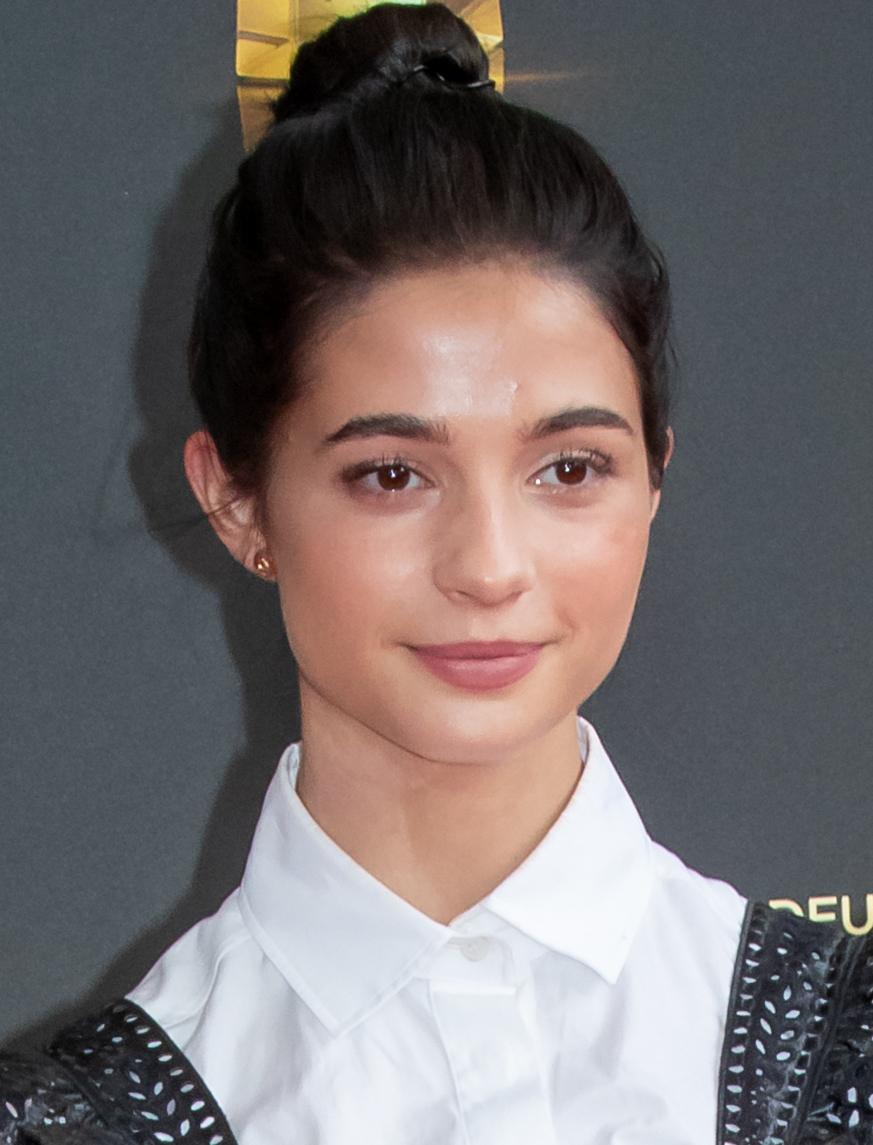
Lisa-Marie Koroll (2021)

- 2016: Mädchen gegen Jungs (mit Lina Larissa Strahl, Philipp Laude und Louis Held)
- 2016: Cheerleader Song (Bibi & Tina: Mädchen gegen Jungs)[12]

## Auszeichnungen
- 2015: New Faces Award – Sonderpreis (Bibi & Tina: Voll verhext!) – geteilt mit Lina Larissa Strahl[13]